# Invictarx zephyri
Invictarx zephyri es la única especie conocida del género extinto Invictarx de dinosaurio ornitisquio nodosáurido cuyos fósiles se han encontrado en Nuevo México, Estados Unidos, en rocas que datan de inicios de la época del Campaniense del Cretácico Superior.Invictarx fue hallado en la zona superior del Miembro Allison de la Formación Menefee, la cual data de la época del Campaniense. Los arcosaurios que coexistieron con Invictarx incluyen al tiranosáurido Dynamoterror dynastes, el aligatoroideo Brachychampsa sealeyi, y un ceratópsido Menefeeceratops.i

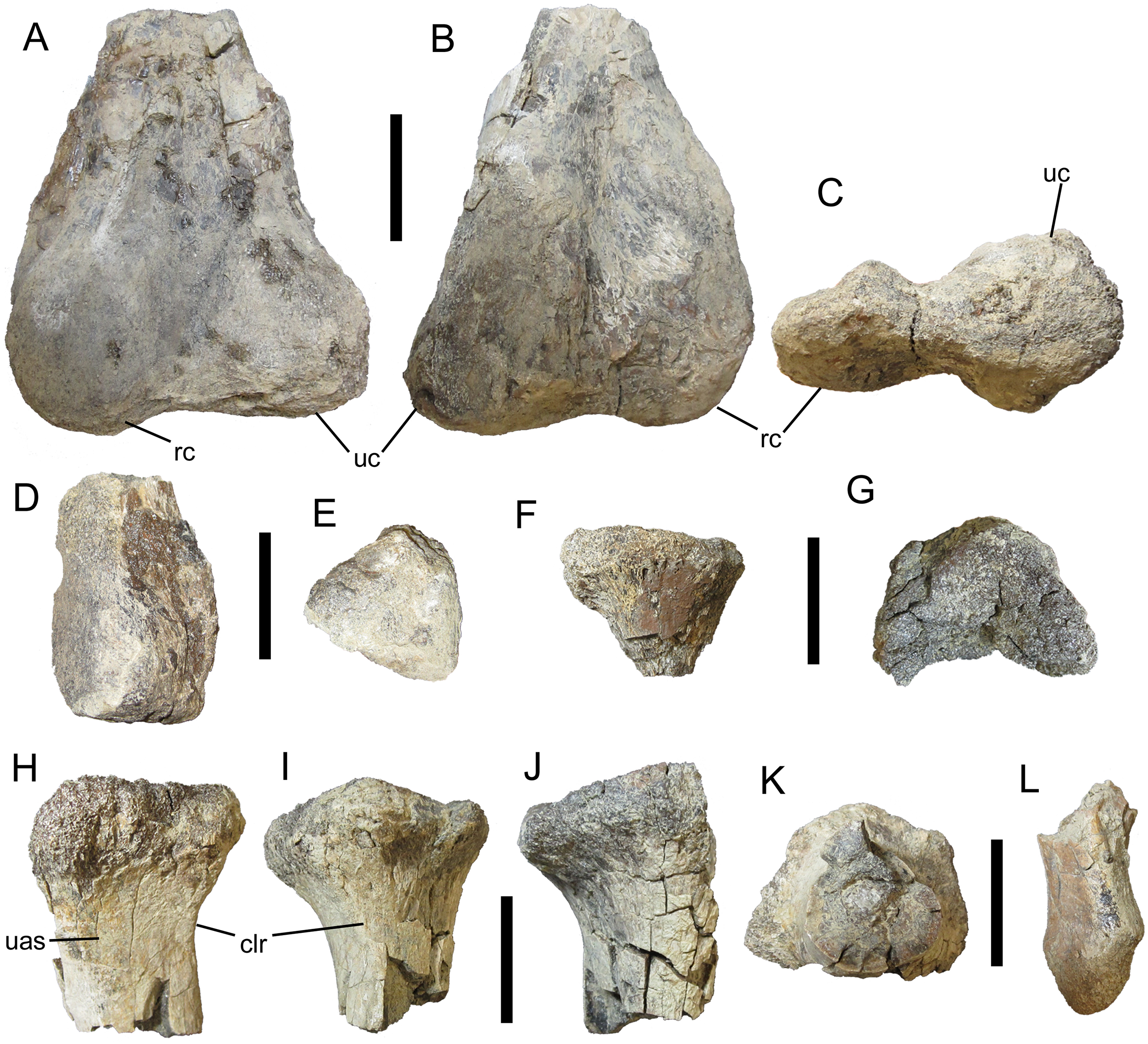
Elementos de las extremidades de especímenes referidos.

En mayo de 2011, Dan Williamson descubrió un esqueleto de anquilosaurio en el Condado de San Juan (Nuevo México). En octubre de 2011, Andrew T. McDonald encontró un segundo esqueleto, seguido por el descubrimiento de un tercer esqueleto en octubre de 2015 por Keith Brockmann. El holotipo de Invictarx zephyri, el espécimen WSC 16505, consiste de un esqueleto postcraneal incompleto hallado en 2015, incluyendo seis osteodermos completos o casi completos, una costilla dorsal, y fragmentos de osteodermos adicionales. Los otros dos esqueletos referidos son el espécimen UMNH VP 28350 consistente de tres vértebras dorsales, el extremo distal de una ulna izquierda, extremos proximales de los radios izquierdo y derecho, un metatarso incompleto, y osteodermos adicionales. El espécimen UMNH VP 28351, el primero hallado, incluye vértebras dorsales y osteodermos.
El nombre Invictarx significa "fortaleza invencible/inconquistable", en referencia al hecho de que Invictarx, como todos los otros anquilosaurios, estaba protegido de los depredadores por su armadura ósea. El nombre de la especie, zephyri, es la forma genitiva del sustantivo  zephyrus, que significa (del) viento del oeste, el céfiro, en referencia a las "condiciones tempestuosas que prevalecían entre los afloramientos en donde se descubrieron los especímenes".